# Probenecid
Probenecid ist ein Arzneistoff zur Behandlung der Hyperurikämie bzw. der Gicht. Es gehört zu den so genannten Urikosurika. Für Probenecid erhielt MSD Sharp & Dohme ein Patent. Es ist in der Schweiz unter dem Handelsnamen Santuril; in Deutschland als Generikum erhältlich.

## Wirkmechanismus
Probenecid ist ein starker Hemmer der OA− (organische Anionen)- Sekretion der proximalen Tubuluszellen der Niere. Es hemmt den OAT1 (organischer Anionen-Transporter Typ 1) an der basolateralen Seite der Zelle. Der OAT1 nimmt die OA− (p-Aminohippurat, Phenolrot, Urat, Penicillin, Barbiturate u. a.) aus dem Blut in die Tubuluszelle auf, im Austausch mit Dicarboxylaten wie Succinat und 2-Oxoglutarat.
Der Hauptwirkmechanismus von Probenecid ist die Steigerung der renalen Ausscheidung der Harnsäure. Es hemmt die tubuläre Rückresorption der Harnsäure in der Niere und steigert dadurch ihre Ausscheidung im Urin. Auf die Bildung von Harnsäure hat Probenecid keinen Einfluss.

## Pharmakokinetik
In der Online-Ausgabe der Zeitschrift Nature vom 1. November 2005 wurde der Substanz die Eigenschaft zugeschrieben, die Ausscheidung von Oseltamivir (Tamiflu®, einem Mittel gegen Influenza A-Erkrankungen) deutlich zu verringern, so dass die gleiche antivirale Wirkung bei halber Dosierung erreicht werden könne.
So könne im Falle einer Grippe-Pandemie die dann möglicherweise nicht ausreichende Versorgung mit diesem Mittel entsprechend verbessert werden. Da die Wirkung allerdings auch viele andere Medikamente betrifft, dürfte der Einsatz jedoch gerade bei Risikogruppen mit Grunderkrankungen wie Diabetes oder Zuständen nach Herzinfarkt problematisch sein.

## Doping
Probenecid steht als Maskierungsmittel auf der WADA-Anti-Doping-Liste.
Im Doping wird es verwendet, um bestimme Medikamente bei Urin-Proben nicht erkennbar zu machen. Dabei hemmt das Probenecid die Ausscheidung einer Vielzahl an Medikamenten, sodass kaum bis gar keine Spuren von verbotenen Substanzen bei einer Urin-Probe zu erkennen sind. Aufgrund dieser Wirkung hat das IOC 1987 Probenecid als Dopingmethode zur Manipulation einer abgegebenen Urinprobe bezeichnet. Das Verbot ist sowohl für den Wettkampf als auch in der Trainingsphase aktiv.